# Maastrichterstraat (Tongeren)

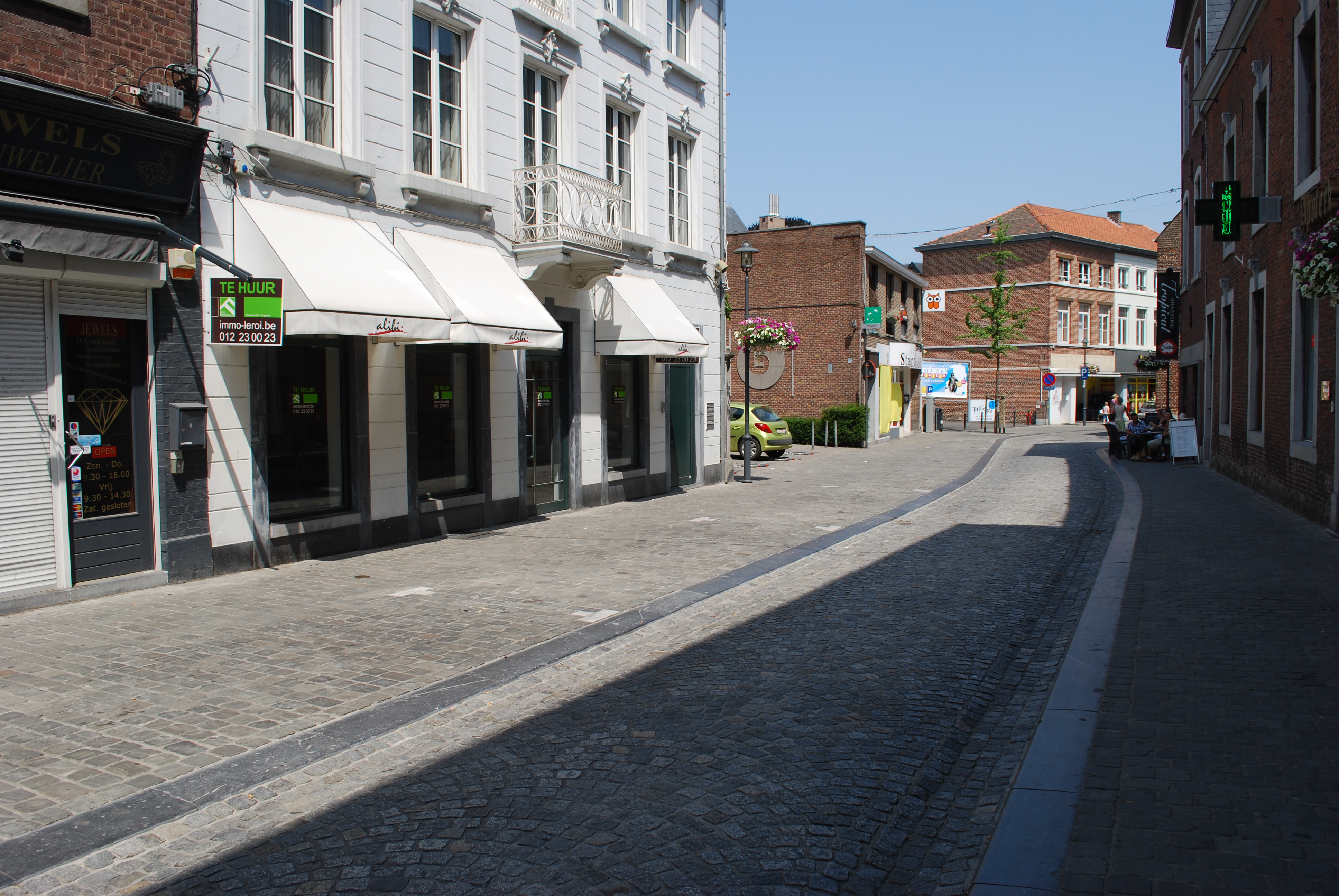
Maastrichterstraat (2010)

De Maastrichterstraat is een straat in het centrum van Tongeren, tegenwoordig een belangrijke invalsroute en winkelstraat. 

## Geschiedenis
De Maastrichterstraat lag oorspronkelijk tussen twee oude Romeinse poorten. Nadat in Tongeren een markt naast het klooster was ontstaan, raakte ook de nabijgelegen Maastrichterstraat waarschijnlijk al door handelaren bewoond. In de 13e eeuw werd een nieuwe omwalling gebouwd, die onder meer het handelskwartier ten westen van het klooster en de volledige Maastrichterstraat tussen beide Maastrichterpoorten omvatte. Op de huisnummers 6 en 17 staan nog kanunnikenhuizen uit de 13e eeuw. Veel van de huidige panden zijn eind 19e eeuw opgetrokken in eclectische stijl. 
Bijna alle benedenverdiepingen zijn inmiddels verbouwd in dienst van de winkelfunctie. 